# Delphine Coulin
Delphine Coulin (* 1972 in Lorient, Frankreich) ist eine französische Autorin, Drehbuchautorin und Filmregisseurin.

## Leben
Coulin hat seit dem Beginn des neuen Jahrtausends einige Jahre lang als Koproduzentin für Dokumentarfilme des deutsch-französischen Fernsehsenders arte gearbeitet. Des Weiteren hat sie einige Zeit für das Flüchtlingshilfswerk La Cimade gearbeitet. Aus diesem Grunde war sie mit der Thematik für ihren ersten Roman Samba für Frankreich, der 2014 in deutscher Übersetzung erschien, vertraut. Das Buch wurde von Éric Toledano und Olivier Nakache verfilmt und kam mit dem Titel Heute bin ich Samba in die deutschen Kinos.
Im Spielfilm 17 Mädchen aus dem Jahr 2011 führte sie mit ihrer Schwester Muriel Coulin Regie und schrieb das Drehbuch. Der Film war bei den  Filmfestspielen von Cannes des  Jahres 2011 in der Semaine internationale de la critique nominiert und erhielt 2012 den César als bestes Erstlingswerk.
Ihre Schwester ist die Filmemacherin Muriel Coulin.

## Filmografie
- 2001: Souffle (Kurzfilm)
- 2002: Roue libre (Kurzfilm)
- 2011: 17 Mädchen (Dix-sept filles) – mit Muriel Coulin
- 2016: Die Welt sehen (Voir du pays) – mit Muriel Coulin
- 2023: Charlotte Salomon, Life And The Maiden – mit Muriel Coulin[2]
- 2024: Jouer avec le feu – mit Muriel Coulin

## Veröffentlichungen
- Les Traces. Éditions Grasset et Fasquelle, coll. «Littéraire», Paris 2004, ISBN 2-246-67061-6.
- Une seconde de plus. Éditions Grasset et Fasquelle, Paris 2006, ISBN 2-246-71391-9.
- Les mille-vies. Éditions du Seuil, coll. «Cadre rouge», Paris 2008, ISBN 978-2-02-098261-0.
- Samba pour la France. Éditions du Seuil, coll. «Cadre rouge», Paris 2011, ISBN 978-2-02-102854-6. Prix du roman métis des lycéens
  - deutsch von Waltraud Schwarze: Samba für Frankreich. Aufbau Verlag, Berlin 2014, ISBN 978-3-351-03593-8.
- Voir du pays. Éditions Grasset et Fasquelle, coll. «Martine Saada», Paris 2013, ISBN 978-2-246-80863-3.
- Une Fille dans la jungle, Éditions Grasset et Fasquelle, 2017, ISBN 978-2-246-81434-4
- Loin, à l'ouest, Editions Grasset & Fasquelle, 2021, ISBN 978-2-246-82420-6

## Preise und Auszeichnungen
- 2001: Prix de la Critique Française, für den Kurzfilm Souffle.
- 2006: Prix Renaissance de la nouvelle, für Une seconde de plus.
- 2011: Prix Landernau, für Samba pour la France.
- 2016: Preis bestes Drehbuch Internationale Filmfestspiele von Cannes 2016 Un certain regard, für Die Welt sehen.